# Röbi Rapp
Robert «Röbi» Rapp (* 27. Mai 1930 in Zürich; † 26. August 2018 ebenda) war ein Schweizer Schwulenaktivist, Schauspieler und Travestiekünstler.

## Leben und Werk
Rapp war der Sohn des aus dem Württembergischen stammenden Goldschmieds Robert Rapp und einer Württembergerin, Maria Rapp-Maier. 1926 siedelten die beiden mit ihrem dreijährigen Töchterchen Hedy in die Schweiz, wo der Vater in Zürich eine Arbeitsstelle gefunden hatte. Hier wuchsen die Kinder auf und gingen zur Schule. Nach Schweizer Recht, das dem Abstammungsprinzip folgt, galten beide Kinder als deutsche Staatsbürger. Hedy heiratete später einen Schweizer und erhielt dadurch das Schweizer Bürgerrecht. Röbi Rapps Gesuch auf das Schweizer Bürgerrecht wurde zweimal abgelehnt. Erst am 27. Mai 2010, an seinem 80. Geburtstag, wurde er eingebürgert, weil es seit 2007 das Partnerschaftsgesetz für gleichgeschlechtlich Liebende gab und er nun mit seinem Schweizer Lebenspartner Ernst Ostertag in eingetragener Partnerschaft lebte.
Rapp trat als achtjähriger Kinderdarsteller im Schauspielhaus Zürich auf, und bis 1945 folgten weitere Auftritte u. a. an diesem Theater und im Zürcher Stadttheater, heute Opernhaus.
Rapps Vater starb, als Röbi sieben Jahre alt war. Als das Buch von Paul Ilg Das Menschlein Matthias 1941 verfilmt wurde, erhielt er die Titelrolle. Im Film spielte er einen Jungen, der ohne Vater aufwächst. Die anderen Hauptdarsteller waren Sigfrit Steiner, Leopold Biberti, Hermann Gallinger, Petra Marin, Hans Fehrmann, Walburga Gmür, Ditta Oesch, Marga Galli und Edwige Elisabeth. Regie führte Edmund Heuberger, Herausgeber war Chiel Weissmann von der Emelka-Film.
Da Rapp über kein Geld für eine Schauspielerausbildung verfügte und seine Mutter als Witwe es auch nicht zur Verfügung hatte, absolvierte er nach dem Zweiten Weltkrieg eine Coiffeurlehre und trat ab 1948 in seiner Freizeit auf der Bühne des Kreis im heutigen Theater Neumarkt in Zürich als frauendarstellender Sänger und Tänzer auf. Der Kreis war eine internationale Organisation von Homosexuellen, die auch eine gleichnamige Zeitschrift herausgab: Der Kreis. 
Nach der Lehre arbeitete er einige Jahre als Damencoiffeur und wechselte 1959 an die Coiffeur-Fachschule von Jonny Fahrny. Als Vertreter von Schwarzkopf reiste Rapp 1964 in den Libanon und nach Syrien und eröffnete nach seiner Rückkehr einen Coiffeursalon in Zürich. Aus gesundheitlichen Gründen musste Rapp sein Geschäft 1970 aufgeben. Nach einer Umschulung arbeitete Rapp bis zu seiner Pensionierung 1990 als Dokumentalist bei der Schweizerischen Rückversicherungs-Gesellschaft.
Rapp lernte 1956 während seiner Travestie-Auftritte im Theater Neumarkt seinen Lebenspartner Ernst Ostertag kennen. Ihr Aktivismus in der Zürcher Schwulenbewegung war von entscheidender Bedeutung für die Gleichstellung von homosexuellen Menschen in der Schweiz. Sie waren das erste Schwulenpaar, das seine Partnerschaft am 1. Juli 2003 im Kanton Zürich eintragen liess. Der vielfach ausgezeichnete Kinofilm Der Kreis aus dem Jahr 2014 erzählt die Lebens- und Liebesgeschichte des Paares.
Rapp und sein Lebenspartner besuchten regelmässig die Predigten des unter dem Einfluss von Karl Barth und Dietrich Bonhoeffer stehenden reformierten Pfarrers und Religionslehrers Erwin Sutz (1906–1987). Als dieser wegen seiner Homosexualität 1969 erpresst und von seinen Kirchenoberen zum Rücktritt gezwungen wurde, traten Ostertag 1971 und Rapp, aus Rücksicht auf seine noch lebende Mutter erst 1986, aus der evangelisch-reformierten Landeskirche aus.
Röbi Rapp starb im August 2018 nach langer Krankheit. Sein Teilnachlass wird im Schwulenarchiv aufbewahrt.